# Пелюхівка
Пелю́хівка — село в Україні, у Прилуцькому районі Чернігівської області.  Входить до складу Ічнянської міської громади.

## Географія
Село Пелюхівка знаходиться на лівому березі річки Радківка, яка через 4 км впадає в річку Удай, вище за течією на відстані 1,5 км розташоване село Буди, нижче за течією на відстані 2 км розташоване село Радьківка. До села примикає лісовий масив (дуб, сосна).
На мапі Шуберта 1869 року - х.Полихівка на 2 хати.